# Концешти (Арђеш)
Концешти (рум. Conțești) насеље је у Румунији у округу Арђеш у општини Давидешти. Oпштина се налази на надморској висини од 354 m.

## Становништво
Према подацима из 2002. године у насељу је живело 1625 становника.

### Попис2002.
| Расподела становништва по националности 2002.‍ | Расподела становништва по националности 2002.‍ | Расподела становништва по националности 2002.‍ | Расподела становништва по националности 2002.‍ | Расподела становништва по националности 2002.‍ |
| --------------------------------------------- | --------------------------------------------- | --------------------------------------------- | --------------------------------------------- | --------------------------------------------- |
|                                               |                                               |                                               |                                               |                                               |
| Румуни                                        | Румуни                                        |                                               | 933                                           | 57,4%                                         |
| Роми                                          | Роми                                          |                                               | 593                                           | 36,5%                                         |
| други                                         | други                                         |                                               | 99                                            | 6,1%                                          |